# カールトン半田
カールトン 半田（カールトン はんだ、日本名：半田 春夫（はんだ はるお）、1931年4月20日 - 2019年4月1日）は、アメリカ合衆国ハワイ準州（Territory of Hawaii）出身の元プロ野球選手（内野手）・コーチ。
尚、日本では「カールトン・ハンダ」の読み方で定着しているが、半田のフルネームのアルファベット表記はCarlton Haruo Hantaである為、「カールトン・ハンタ」が正しい。

## 経歴
日系アメリカ人二世としてハワイ準州に生まれる、ミド・パシフィック高校時代は投手として全米代表に選出される。高校卒業後はヒューストン大学に進学して心理学を専攻し、大学卒業後はマイナーリーグで3年間プレーした。1958年に来日し、南海ホークスへ入団。同年8月から内野のユーティリティプレイヤーとして活躍し、2年目の1959年は開幕から2番打者として起用され、オールスターゲームにも出場。リーグ12位の打率.279（リーグ12位）を記録し、4年ぶりのリーグ優勝に貢献。南海時代の同僚のジョン・サディナと共に、日本プロ野球におけるビールかけの創始者であるとされる。巨人との日本シリーズでは第1戦に先発するが直後に故障、その後の試合は欠場。1960年は開幕から二塁手に定着し、2年連続でオールスターゲームに出場。第2戦（後楽園）では一塁に野村克也を置いて、板東英二（中日）からオールスターゲーム史上初のランニング本塁打を記録。1961年は中盤から森下整鎮にポジションを譲ったことで出場機会が減少し、同年の巨人との日本シリーズは遊撃手として前半3試合に先発出場。最終戦でも代打として起用されるが、11打数2安打に終わった。1962年には寺田陽介と長谷川繁雄と共に、井上登との交換トレードで中日ドラゴンズへ移籍。二塁手のレギュラーを獲得するが打率が上がらず、同年限りで現役を引退。当時若手の有望選手だった高木守道に「バックトス」を伝授したといわれている。
引退後は古巣・南海に復帰して一軍コーチ（1966年）→一軍内野守備・走塁コーチ（1967年）を務め、1966年にはリーグ3連覇に貢献。中日でも一軍守備コーチ（1968年 - 1969年）を務め、退団後はハワイに戻って高校で体操の指導をしていた。1971年には日本球界に復帰し、東映・日拓ヘッドコーチ（1971年 - 1973年前期。張本勲がヘッドコーチ兼任となった1973年後期はスカウトに異動）を務めた。
現在はハワイに在住し、アマチュア野球の指導に携わっている。

## 詳細情報

### 年度別打撃成績
| 年 度     | 球 団     | 試 合 | 打 席 | 打 数 | 得 点 | 安 打 | 二 塁 打 | 三 塁 打 | 本 塁 打 | 塁 打 | 打 点 | 盗 塁 | 盗 塁 死 | 犠 打 | 犠 飛 | 四 球 | 敬 遠 | 死 球 | 三 振 | 併 殺 打 | 打 率 | 出 塁 率 | 長 打 率 | O P S |
| --------- | --------- | ----- | ----- | ----- | ----- | ----- | -------- | -------- | -------- | ----- | ----- | ----- | -------- | ----- | ----- | ----- | ----- | ----- | ----- | -------- | ----- | -------- | -------- | ----- |
| 1958      | 南海      | 36    | 113   | 108   | 16    | 30    | 5        | 0        | 4        | 47    | 12    | 5     | 0        | 2     | 2     | 1     | 0     | 0     | 12    | 2        | .278  | .284     | .435     | .720  |
| 1959      | 南海      | 122   | 502   | 441   | 57    | 123   | 25       | 2        | 5        | 167   | 43    | 18    | 6        | 18    | 3     | 36    | 0     | 3     | 44    | 6        | .279  | .338     | .379     | .716  |
| 1960      | 南海      | 123   | 434   | 384   | 42    | 99    | 15       | 2        | 7        | 139   | 32    | 9     | 5        | 11    | 4     | 33    | 1     | 0     | 52    | 7        | .258  | .317     | .362     | .679  |
| 1961      | 南海      | 94    | 290   | 261   | 36    | 60    | 15       | 3        | 2        | 87    | 18    | 5     | 4        | 7     | 1     | 20    | 0     | 0     | 38    | 4        | .230  | .285     | .333     | .618  |
| 1962      | 中日      | 112   | 388   | 345   | 25    | 82    | 9        | 1        | 3        | 102   | 30    | 4     | 3        | 11    | 3     | 25    | 1     | 2     | 44    | 1        | .238  | .293     | .296     | .589  |
| 通算：5年 | 通算：5年 | 487   | 1727  | 1539  | 176   | 394   | 69       | 8        | 21       | 542   | 135   | 41    | 18       | 49    | 13    | 115   | 2     | 5     | 190   | 20       | .256  | .310     | .352     | .662  |

### 記録
- オールスターゲーム出場：2回 （1959年、1960年）

### 背番号
- 8 （1958年 - 1961年）
- 9 （1962年）
- 33 （1966年 - 1967年）
- 68 （1968年）
- 64 （1969年）
- 43 （1971年 - 1973年）

### 登録名
- 半田 春男 （1958年、1962年）
- 半田 春夫 （1959年 - 1960年、1966年 - 1968年）
- カールトン半田 （1961年、1969年、1971年 - 1973年）